# Dororon Enma-kun
Dororon Enma-kun (ドロロンえん魔くん?, Dororon Enma-kun) è un manga e anime, di genere commedia e horror, creato da Gō Nagai. Nel 2006, ha avuto un sequel, Kikōshi Enma, ed in seguito una nuova versione manga, Satanikus ENMA Kerberos, illustrata da Eiji Karasuyama. Nel 2011 è uscito un remake animato intitolato Dororon Enma-kun Meeramera.

## Trama
Enma, Yukiko e Kapperu fanno parte della pattuglia degli yōkai. Il loro obiettivo è quello di catturare questi demoni scappati dall'inferno e giunti sulla Terra.

## Personaggi
- Enma (えん魔くん?, Enma-kun) è il protagonista pervertito della serie. È stato mandato da suo zio per arrestare gli yokai, anche se molto spesso finisce per ammazzarli. Enma ha delle lunghe sopracciglia folte che gli permettono di individuare la presenza dei demoni. Indossa sempre un potente mantello e brandisce un bastone di fuoco che può trasformarsi in un grosso martello.
- Yukiko (雪子姫?, Yukiko-Hime) è la meravigliosa principessa del ghiaccio. È innamorata di Enma ma spesso si irrita a causa della sua perversità. Possiede i poteri del ghiaccio con cui aiuta Enma a cattura i suoi nemici.
- Kapperu (カパエル?, Kapaeru) è il terzo componente la pattuglia Yokai. È un essere metà kappa e metà sprite d'acqua. Nonostante non possieda molti poteri speciali, riesce a dare il suo aiuto ad Enma. Si arrabbia molto quando viene scambiato per una rana.
- Chapeauji (シャポーじい?, Shapōjii) è un vecchio yokai simile ad un cappello che guida Enma in ogni sua missione. Il suo nome è una crasi fra le parole chapeau e ouji ("vecchio uomo" in giapponese).
- Tsutomu (ツトムくん?, Tsutomu-kun) è un ragazzo umano che fa amicizia con la pattuglia Yokai. Frequenta la scuola elementare del luogo, ed è sempre attaccato dai demoni. Nell'anime del 2011 diviene un personaggio marginale.
- Tobatiri (トバッチリ?, Tobacchiri) è l'insegnante di Tsutomu. È un personaggio comico nella serie.
- Daracura (ダラキュラ?, Darakyura) era un ufficiale del Re Enma ma, in seguito alla perdita della sua posizione tenta di uccidere Enma.
- Harumi (ハルミ?, Harumi) è la fidanzata di Tsutomu. Sua madre è deceduta e così vive in un appartamento con suo padre. Nell'anime del 2011 diventa un personaggio principale, rimpiazzando di fatto il personaggio di Tsutomu.
- Grande Re Enma (閻魔大王?, Enma Daiō) è il giudice dell'Inferno e zio di Enma. Spedisce Enma e i suoi amici sulla Terra per catturare i demoni.
- Enbi (艶靡ちゃん?, Enbi-chan) è la cugina di Enma. È la protagonista del manga spin-off Dororon Enbi-chan e antagonista nell'anime del 2011. I suoi compagni sono Yukiko-Hige e Kapaku.

## Media

### Manga
La principale versione del manga fu inizialmente serializzata da Weekly Shōnen Sunday della Shogakukan dal 30 settembre 1973 al 31 marzo 1974.
Nello stesso periodo il manga, disegnato da Nagai e da alcuni suoi assistenti, fu serializzato anche su altre riviste della Shogakukan e su TV Land della Tokuma Shoten.

#### Sequel
- Enma Jigoku (炎魔地獄?) o Enma Jigoku no Kan (炎魔地獄の巻?) è una storia, formata da un solo capitolo, pubblicata nel settembre 1978 su Manga Shōnen. Questa storia presenta i personaggi in versione più adulta.
- Doki Doki! Enma-kun (ドキドキ!えん魔くん?), disegnato da Koichi Hagane, è un breve manga pubblicato da Shogakukan il 24 agosto 1992 su CoroCoro Comic.
- Enma vs: Dororon Enma-kun Gaiden (炎魔VS〜ドロロンえん魔くん外伝〜?) è un manga seinen formato da un solo capitolo di 38 pagine, disegnato da Masaki Segawa e pubblicato da Shūeisha su Business Jump il 7 luglio 2010.
- Dororon Enbi-chan (どろろん艶靡ちゃん?) è un manga pubblicato tra il dicembre 2000 e il giugno 2001 sulla rivista Monthly YoungMan della Sanwa Publishing. Questo manga è una commedia erotica.
- Kikoushi Enma (鬼公子炎魔?, kikōshi Enma) è il sequel del manga originale di Go Nagai ma presenta una connotazione più matura. I protagonisti non sono dei bambini ed il manga è stato pubblicato da Kōdansha su Magazine Z dal 25 marzo 2005 al 26 maggio 2006. Il manga è diventato anche una serie OAV.
- Satanikus ENMA Kerberos (Satanikus ENMA ケルベロス?, satanikus enma keruberosu) è il sequel di Kikoushi Enma disegnato da Eiji Karasuyama e pubblicato da Kodansha su Magazine Z dal 26 giugno 2007 al 26 gennaio 2009.
- Shururun Yukikohime-chan feat. Dororon Enma-kun (シュルルン雪子姫ちゃん feat.ドロロンえん魔くん?) è un manga seinen disegnato da Sae Amatsu e pubblicato da Kadokawa Shoten su Young Ace dal 4 ottobre 2010 al 4 marzo 2011.

### Anime
L'anime basato sul manga principale fu prodotto dalla Toei Animation e, in principio, mandato in onda su Fuji TV, dal 4 ottobre 1973 al 28 marzo 1974. La sigla iniziale è "Dororon Enma-kun" (ドロロンえん魔くん?) mentre la sigla finale è "Be Careful of Ghosts" (妖怪にご用心?, Yōkai ni go Yōjin), entrambe di Chinatsu Nakayama. È stato prodotto anche un remake della serie televisiva originale intitolato Dororon Enma-kun Meeramera (Dororonえん魔くん メ~ラめら?). Il remake è prodotto da Brain's Base e mandato in onda su MBS tra il 7 aprile 2011 e il 24 giugno dello stesso anno. La sigla iniziale del remake è "Soul Burning at 1,000,000,000 °C!!" (魂メラめら一兆℃!?, Tamashii Meramera Icchō °C!) dei Moonriders e di Masaaki Endoh mentre la sigla di chiusura è "Everybody's Exhausted ZZZ" (みんなくたばるサァサァサァ?, Minna Kutabaru Sasasa) dei The Moonriders feat. Yoko.

#### Episodi di Dororon Enma-kun
| Nº | Giapponese 「Kanji」 - Rōmaji                                     | In onda          | In onda |
| Nº | Giapponese 「Kanji」 - Rōmaji                                     | Giapponese       |         |
| 1  | 「地獄から来た奴ら」 - Jigoku karakita yatsura                    | 4 ottobre 1973   |         |
| 2  | 「恐怖の妖怪団地」 - Kyōfu no yōkai danchi                        | 11 ottobre 1973  |         |
| 3  | 「くさった川の大妖怪」 - Kusatta kawa no dai yōkai                | 18 ottobre 1973  |         |
| 4  | 「妖怪たたみ返し」 - Yōkai tatamimaiishi                          | 25 ottobre 1973  |         |
| 5  | 「美しいバラにはとげがある」 - Utsukushii bara nihatogegaaru      | 1º novembre 1973 |         |
| 6  | 「妖怪地獄おくり」 - Yōkai jigoku okuri                           | 8 novembre 1973  |         |
| 7  | 「妖怪あすなろ小僧」 - Yōkai asunaro kozō                         | 15 novembre 1973 |         |
| 8  | 「妖怪耳ずき」 - Yōkai mimizuki                                   | 22 novembre 1973 |         |
| 9  | 「日本列島大爆発の日」 - Nippon rettō dai bakuhatsu no hi         | 29 novembre 1973 |         |
| 10 | 「妖怪の涙」 - Yōkai no namida                                    | 6 dicembre 1973  |         |
| 11 | 「妖怪雨女郎」 - Yōkai ame jorō                                   | 13 dicembre 1973 |         |
| 12 | 「妖怪火々爺」 - Yōkai hihi jii                                   | 20 dicembre 1973 |         |
| 13 | 「妖怪かまいたち三兄弟」 - Yōkai kamaitachi sankyōdai             | 27 dicembre 1973 |         |
| 14 | 「噴火だ!津波だ!東京ピンチ」 - Funka da! tsunami da! tōkyō pinchi | 10 gennaio 1974  |         |
| 15 | 「挑戦!えん魔大王」 - Chōsen! enma daiō                           | 17 gennaio 1974  |         |
| 16 | 「大怪獣ゾウワシ」 - Dai kaijū zōwashi                            | 24 gennaio 1974  |         |
| 17 | 「なるかみ山の大妖怪」 - Narukami yama no dai yōkai               | 31 gennaio 1974  |         |
| 18 | 「妖怪イヨマントの復讐」 - Yōkai iyomanto no fukushū              | 7 febbraio 1974  |         |
| 19 | 「妖怪まどろ眠」 - Yōkai madoro min                               | 14 febbraio 1974 |         |
| 20 | 「妖怪木枯し小僧」 - Yōkai kogarashi kozō                         | 21 febbraio 1974 |         |
| 21 | 「御妖船ドロロン号」 - Goyōsen dororon gō                         | 28 febbraio 1974 |         |
| 22 | 「妖怪地獄別荘」 - Yōkai jigoku bessō                             | 7 marzo 1974     |         |
| 23 | 「妖怪父ちゃん」 - Yōkai tōchan                                   | 14 marzo 1974    |         |
| 24 | 「妖怪くるった竜魚」 - Yōkai kurutta ryuu gyo                     | 21 marzo 1974    |         |
| 25 | 「妖怪大決戦」 - Yōkai dai kessen                                 | 28 marzo 1974    |         |

## Episodi di Dororon Enma-kun Meeramera
| Nº | Giapponese 「Kanji」 - Rōmaji                                                                                         | In onda        | In onda |
| Nº | Giapponese 「Kanji」 - Rōmaji                                                                                         | Giapponese     |         |
| 1  | 「昭和だ!えん魔だ!妖怪集合!」 - Shōwa da! Enma da! Yōkai Shūgō!                                                       | 8 aprile 2011  |         |
| 2  | 「右も左も妖怪だらけじゃ〜ござんせんか」 - Migi mo hidari mo yōkai-darake ja〜gozan sen ka                            | 15 aprile 2011 |         |
| 3  | 「大きいコトはイイことか?」 - Ōkii koto wa ii koto ka?                                                                | 22 aprile 2011 |         |
| 4  | 「あんた あの子の夢なのさ」 - Anta ano ko no yume nano sa                                                             | 29 aprile 2011 |         |
| 5  | 「だらけの大ハチの巣大会! シャッポじいもおるかも?」 - On'na-darake no dai hachi no su taikai! Shappo jii mo oru kamo? | 6 maggio 2011  |         |
| 6  | 「あっと驚くゴロゴロ～」 - Atto Odoroku Gorogoro                                                                      | 13 maggio 2011 |         |
| 7  | 「のんびり這おうよ、おいらたち」 - Nonbiri haou yo, Oira-tachi                                                        | 20 maggio 2011 |         |
| 8  | 「およ妖! じっと我慢のコであった」 - Oyoyo! Jitto Gaman no Ko de atta                                                 | 27 maggio 2011 |         |
| 9  | 「ホッカホカだよ天狗さん」 - Hokkahoka da yo Tengu-san                                                                | 3 giugno 2011  |         |
| 10 | 「止めてくれるな、天狗さん」 - Tomete Kureruna, Tengu-san!                                                            | 10 giugno 2011 |         |
| 11 | 「あたしにはかかわりのないことでござんす」 - Atashi ni wa Kakawari no Nai Koto de gozansu!                            | 17 giugno 2011 |         |
| 12 | 「股合う日まで」 - Mata au Hi made                                                                                    | 24 giugno 2011 |         |

## Doppiaggio
| Personaggi     | Anime 1973        | Anime 2011       |
| -------------- | ----------------- | ---------------- |
| Enma           | Masako Nozawa     | Kappei Yamaguchi |
| Yukiko         | Sumie Sakai       | Mamiko Noto      |
| Kapperu        | Kaneta Kimotsuki  | Takehito Koyasu  |
| Chapeauji      | Junpei Takiguchi  | Minoru Inaba     |
| Tsutomu        | Takako Kondo      | Rumi Shishido    |
| Tobatiri       | Akira Shimada     | Daiki Nakamura   |
| Daracura       | Takuzou Kamiyama  | Hideyuki Umezu   |
| Harumi         | Reiko Katsura     | Ayako Kawasumi   |
| Grande Re Enma | Hidekatsu Shibata | Norio Wakamoto   |
| Enbi           | non presente      | Rumi Shishido    |